# Zablate, Škocjan v Podjuni
Zablate (nemško Littermoos) je naselje v Občini Škocjan v Podjuni v Okraju Velikovec na Koroškem v Avstriji.